# جامبی
جامبی (به اندونزیایی: Jambi) یک استان در اندونزی است که در غرب این کشور واقع شده‌است.

## خصوصیات
جامبی ۵۰٬۰۵۸٫۱۶ کیلومترمربع مساحت و ۳٬۴۱۲٬۴۵۹ نفر جمعیت دارد.

## تقسیمات
- Batang Hari
- Bungo
- Jambi
- Kerinci
- Merangin
- Muaro Jambi
- Sarolangun
- Tanjung Jabung Timur
- Tanjung Jabung Barat
- Tebo
- Sungai Penuh

## نگارخانه

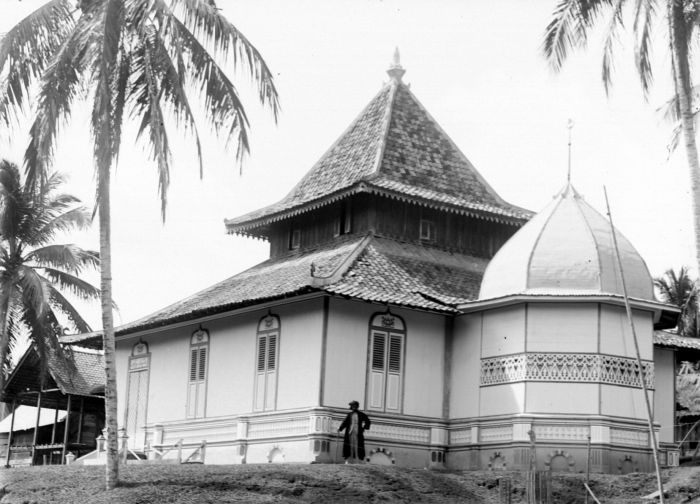
مسجدی در جامبی
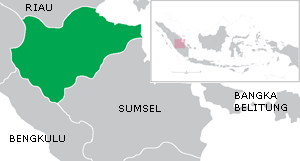
نقشه استان جامبی